# Пансексуалност
Пансексуалност се нарича сексуалното и/или романтично привличане към лица без оглед на техния пол и полова идентичност.
Пансексуалността може да се приеме както като сексуална ориентация, така и като клон на бисексуалността. За разлика от бисексуалността, обаче, пансексуалността представлява по-широко понятие и подчертава не двойствеността на привличането, а независимостта му от половите условности.